# Michael McNeil
Michael McNeil (Middlesbrough, 7 febbraio 1940) è un ex calciatore inglese, di ruolo difensore.

## Carriera

### Nazionale
Ha collezionato 9 presenze con la maglia della propria Nazionale.